# Згловёнчка (река)
Згловёнчка (пол. Zgłowiączka, zɡwɔˈvʲɔnt͡ʃka) — река в Польше, протекающая по территории Куявско-Поморского воеводства.
Длина реки составляет 79 км. Проходит через озеро Глушинское. Является левосторонним притоком Вислы, в которую Згловёнчка впадает в районе города Влоцлавек. По берегам реки размещены сельскохозяйственные и лесные участки. Из-за сельскохозяйственной деятельности Згловёнчка подвержена загрязнению, преимущественно соединениями азота.
Предпринимаются попытки развития речного туризма.